# جيمس هورن
جيمس هورن (بالإنجليزية: James Horn)‏ هو سياسي نيوزلندي، ولد في 5 فبراير 1855 في المملكة المتحدة، وتوفي في 11 ديسمبر 1932 في دنيدن في نيوزيلندا. حزبياً، نشط في الحزب الليبيرالي النيوزيلندي. وقد انتخب عضو مجلس النواب النيوزيلندي.